# Frederick David Mocatta

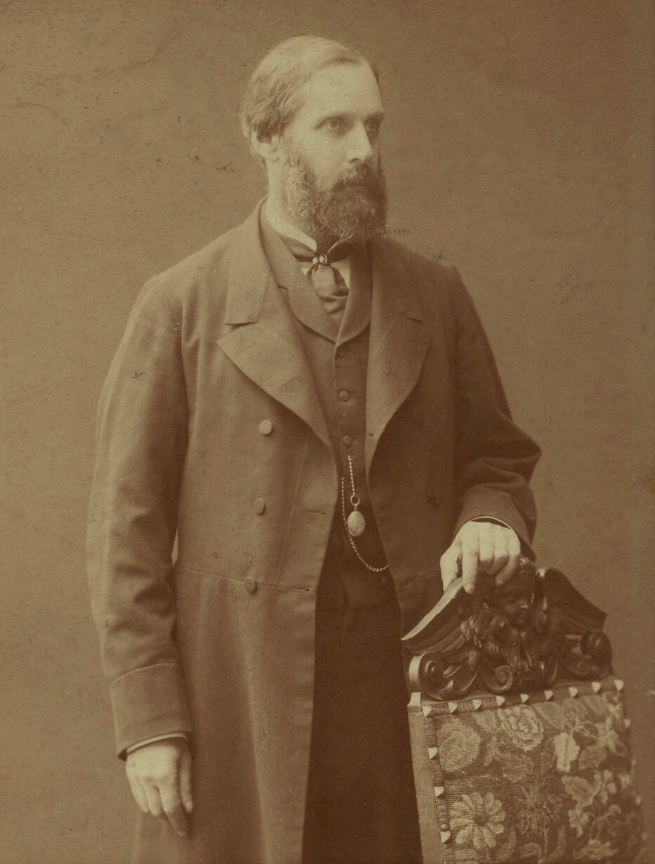

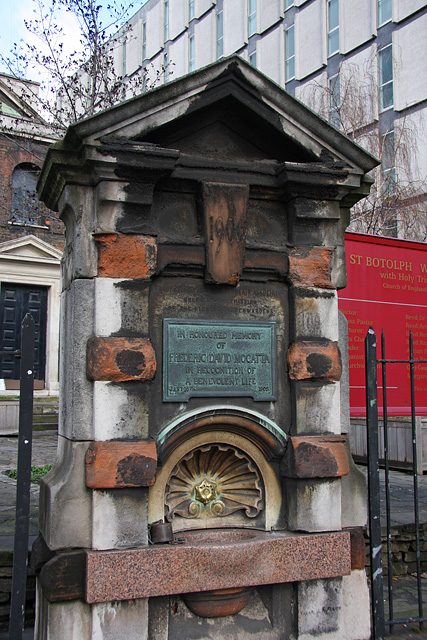
Gedenkbrunnen in London

Frederick David Mocatta (* 15. Januar 1828 in London; † 16. Januar 1905 ebenda) war ein englisch-jüdischer Unternehmer und Philanthrop.

## Leben
Frederick David Mocatta trat um 1843 in das von seinem Vorfahren Moses Mocatta († 1693) 1684 in London gegründete Bullion-Makler-Unternehmen Mocatta & Goldsmid ein. 1849 wurde er als Partner in die Firma aufgenommen und übernahm schließlich 1857 dessen Leitung bis zu seinem Rückzug aus dem Geschäft 1874.
Anschließend war er fast ausschließlich philanthropisch tätig, u. a. leitendes Mitglied der Anglo-Jewish Association und Förderer des jüdischen Wissenschaftlers Leopold Zunz in Berlin.
Mocattas Verdienst ist u. a. die Zentralisierung der jüdisch-philanthropischen Institutionen. Einen Teil seiner Bibliothek vermachte er der Jüdischen Nationalbibliothek in Jerusalem, den größten Teil der Jewish Historical Society of England. Er trat auch als Schriftsteller hervor, sein Buch The Jews of Spain and Portugal and the Inquisition (London 1877) wurde in mehrere Sprachen übersetzt.

## Familie
Frederick David Mocatta war der älteste Sohn von Abraham Lindo Mocatta (1797–1880) und seiner Frau Miriam Brandon (1796–1878). 
1856 heiratete er Mary Ada Goldsmid (1836–1905). Sie war die Tochter des englisch-jüdischen Politikers Frederick David Goldsmid (1812–1866). Dieser war liberaler Abgeordneter des Britischen Parlaments für den Wahlbezirk Honiton und Erbe des Anwesens Somerhill House. Frederick David Goldsmids Vater war der Unternehmer Isaac Lyon Goldsmid (1778–1859) und sein älterer Bruder war der Politiker Francis Henry Goldsmid (1808–1878). Dessen Ehefrau war die englische Feministin Louisa Sophia Goldsmid (1819–1908).
Frederick David Mocatta und seine Ehefrau blieben kinderlos.